# Primera División Regional Aficionados de Castilla y León 2017-18
La temporada 2017-18 de la Primera División Regional Aficionados de Castilla y León de fútbol corresponde a la trigésimo segunda edición de la competición y la decimonovena con su actual denominación. La competición arrancó el 9 de septiembre de 2017 y finalizó el 20 de mayo de 2018.

## Sistema de competición
Participaron treinta y seis clubes repartidos en dos grupos de 18 equipos cada uno y distribuidos siguiendo criterios geográficos. Se enfrentaron todos contra todos en dos ocasiones -una en campo propio y otra en campo contrario- durante un total de 34 jornadas. El orden de los encuentros se decidió por sorteo antes de empezar la competición. La Federación de Fútbol de Castilla y León fue la responsable de designar las fechas de los partidos y los árbitros de cada encuentro, reservando al equipo local la potestad de fijar el horario exacto de cada encuentro.
La clasificación final se estableció con arreglo a los puntos obtenidos en cada enfrentamiento a razón de tres por partido ganado, uno por empatado y ninguno en caso de derrota. Si al finalizar el campeonato dos equipos obtenían la misma puntuación, los mecanismos para desempatar la clasificación serían los siguientes:
1. El equipo que hubiese marcado más goles al otro en los enfrentamientos entre ambos.
2. Si persistiera el empate, se tendría en cuenta la diferencia de goles a favor y en contra en todos los encuentros del campeonato, prevaleciendo la diferencia más positiva.
3. De persistir aun así el empate, se tendría en cuenta el número de goles marcados en todo el campeonato, prevaleciendo la mayor cantidad.

Si el empate a puntos se producía entre tres o más clubes, los sucesivos mecanismos de desempate serían los siguientes:
1. La mejor puntuación de la que a cada uno correspondiera a tenor de los resultados de los partidos jugados entre sí por los clubes implicados.
2. La mayor diferencia de goles a favor y en contra, considerando únicamente los partidos jugados entre sí por los clubes implicados.
3. La mayor diferencia de goles a favor y en contra teniendo en cuenta todos los encuentros del campeonato.
4. El mayor número de goles a favor teniendo en cuenta todos los encuentros del campeonato.

Una vez finalizada la fase regular de la competición, el primer clasificado de cada grupo ascendió directamente a la Tercera División, así como el segundo de grupo con mejor puntuación (o con mejor promedio de puntos por partido, en caso de que los dos segundos hubieran disputado un número distinto de partidos).
El sistema de competición y las consecuencias clasificatorias fueron aprobadas por la FCyLF.

## Ascensos y descensos
Los equipos que mantuvieron la categoría en la anterior temporada participaron en esta, junto a tres equipos descendidos de la Tercera División y los siete equipos ascendidos de la Primera División Provincial.
Cabe destacar el descenso administrativo desde la Segunda División B del C.D. Palencia Balompié, inicialmente descendido a Tercera División. Por otra parte, el número inicialmente previsto de 9 ascensos a la categoría se redujo a 7 al rechazar plaza en la Primera Regional todos los equipos de las provincias de Ávila y Segovia a los que se ofreció el ascenso deportivo. En consecuencia, se tuvo que repescar equipos inicialmente descendidos.
| Pos.          | Ascendidos a Tercera División |
| ------------- | ----------------------------- |
| 1.º (Grupo A) | Real Burgos C.F.              |
| 1.º (Grupo B) | C.F. Salmantino UDS           |
| 2.º (Grupo A) | C.D. Becerril                 |

| Pos. | Descendidos de Tercera División |
| ---- | ------------------------------- |
| 18.º | C.D. Villamuriel                |
| 19.º | C.D. Mirandés "B"               |
| 20.º | C.D. Villaralbo                 |

| Pos.                   | Ascendidos de Primera División Provincial |
| ---------------------- | ----------------------------------------- |
| 1.º (Grupo Burgos)     | C.D. Raudense                             |
| 1.º (Grupo León)       | S.D. Ponferradina "B"                     |
| 2.º (Grupo Palencia)   | C.D.F. Carejas Paredes                    |
| 1.º (Grupo Salamanca)  | C.D. Hergar Helmántica                    |
| 1.º (Grupo Soria)      | C.D. Tardelcuende                         |
| 1.º (Grupo Valladolid) | La Cistérniga C.F.                        |
| 1.º (Grupo Zamora)     | U.D. Toresana                             |

| Pos.           | Descendidos a Primera División Provincial |
| -------------- | ----------------------------------------- |
| 14.º (Grupo A) | C.D. San Esteban de Gormaz                |
| 15.º (Grupo B) | C.D. Laguna                               |
| 16.º (Grupo A) | C.F. Venta de Baños                       |
| 16.º (Grupo B) | C.D. Benavente                            |
| 17.º (Grupo A) | C.D. Bosco de Arévalo                     |
| 17.º (Grupo B) | Fresno de la Ribera C.F.                  |
| 18.º (Grupo A) | C.D. Groggys's Gamonal                    |
| 18.º (Grupo B) | C.D. Navega                               |

|                | \| Pos. \| Descendidos de Segunda División B \| \| -------------- \| --------------------------------- \| \| 18.º (Grupo 1) \| C.D. Palencia Balompié \| |
| Pos.           | Descendidos de Segunda División B |
| 18.º (Grupo 1) | C.D. Palencia Balompié |

## Participantes

### Información sobre los equipos participantes

#### Grupo A
| Equipo                        | Localidad                                   | Estadio               |
| ----------------------------- | ------------------------------------------- | --------------------- |
| C.D.R. Atlético Palencia 1929 | Palencia                                    | El Otero              |
| C.F. Briviesca                | Briviesca                                   | Diego Dávila Álvarez  |
| C.D.F. Carejas Paredes        | Paredes de Nava                             | C.M. Paredes          |
| C.D. Castilla Palencia        | Palencia                                    | Pan y Guindas         |
| C.D. Colegios Diocesanos UCAV | Ávila                                       | Sancti Spiritu A      |
| C.D. El Espinar-San Rafael    | El Espinar                                  | Los Llanos            |
| C.D. Mirandés "B"             | Miranda de Ebro                             | Ence 1                |
| C.D. La Granja                | San Ildefonso                               | El Hospital           |
| Norma San Leonardo C.F.       | San Leonardo de Yagüe                       | El Pontón             |
| C.D. Palencia Balompié        | Palencia                                    | El Otero              |
| Racing Lermeño C.F.           | Lerma                                       | El Arlanza            |
| C.D. Raudense                 | Roa                                         | Los Nogales           |
| C.P. Salas                    | Salas de los Infantes                       | José Rojo Pacheta     |
| C. D. Tardelcuende            | Tardelcuende                                | Abel Antón            |
| Unami C.P.                    | Segovia                                     | La Albuera            |
| C.D. Universidad de Burgos    | Burgos                                      | Aurelio Juez Ortiz    |
| C.D. Villamuriel              | Villamuriel de Cerrato                      | Rafael Vázquez Sedano |
| Villarcayo Nela C.F.          | Villarcayo de Merindad de Castilla la Vieja | El Soto               |

#### Grupo B
| Equipo                         | Localidad               | Estadio                           |
| ------------------------------ | ----------------------- | --------------------------------- |
| Béjar Industrial               | Béjar                   | Mario Emilio                      |
| Betis C.F.                     | Valladolid              | Nemesio Gómez "Peque"             |
| C.D. Carbajosa de la Sagrada   | Carbajosa de la Sagrada | Justo Sánchez Paraíso             |
| Ciudad Rodrigo C.F.            | Ciudad Rodrigo          | Francisco Mateos                  |
| C.D. Ejido                     | León                    | La Granja                         |
| C.D. Hergar Helmántica         | Salamanca               | Ángel Pérez Huerta 2              |
| Júpiter Leonés                 | León                    | Área Deportiva de Puente Castro 1 |
| La Cistérniga C.F.             | La Cistérniga           | C.M. La Cistérniga                |
| C.D. Mojados                   | Mojados                 | C.M. Mojados                      |
| C.D. Onzonilla                 | Onzonilla               | La Vega 1                         |
| C.D. Peñaranda                 | Peñaranda de Bracamonte | Luis García García                |
| S.D. Ponferradina "B"          | Ponferrada              | Ramón Martínez 1                  |
| U.D. Santa Marta               | Santa Marta de Tormes   | Alfonso San Casto                 |
| U.D. Toresana                  | Toro                    | V Centenario                      |
| C.D. Universidad de Valladolid | Valladolid              | Fuente de la Mora                 |
| C.D. Villa de Simancas         | Simancas                | Los Pinos                         |
| C.D. Villaralbo                | Villaralbo              | Fernández García                  |
| Zamora C.F. "B"                | Zamora                  | Anexos Ruta de la Plata 1         |

| Colegios Diocesanos Briviesca Mirandés "B" Racing Lermeño Raudense Salas Universidad de Burgos Villarcayo Nela Ejido Júpiter Leonés Onzonilla Ponferradina "B" Atlético Palencia 1929 Carejas Paredes Castilla Palencia Palencia Balompié Villamuriel Béjar Industrial Carbajosa de la Sagrada Ciudad Rodrigo Hergar Helmántica Peñaranda Santa Marta El Espinar-San Rafael La Granja Unami Norma San Leonardo Tardelcuende Betis C.F. La Cistérniga Mojados Universidad de Valladolid Villa de Simancas Toresana Villaralbo Zamora "B" |

### Equipos por Provincia
| N.º | Provincia  | Equipos | Grupo |
| --- | ---------- | --- | ----- |
| 1   | Ávila      | C.D. Colegios Diocesanos | A     |
| 7   | Burgos     | C.F. Briviesca, C.D. Mirandés "B", Racing Lermeño C.F., C.D. Raudense, C.P. Salas, C.D. Universidad de Burgos y Villarcayo Nela C.F. | A     |
| 5   | Palencia   | C.D.R. Atlético Palencia 1929, C.D.F. Carejas Paredes, C.D. Castilla Palencia, C.D. Palencia Balompié y C.D. Villamuriel             | A     |
| 3   | Segovia    | C.D. El Espinar-San Rafael, C.D. La Granja y Unami C.P.                                                                              | A     |
| 2   | Soria      | Norma San Leonardo C.F. y C.D. Tardelcuende                                                                                          | A     |
| 4   | León       | C.D. Ejido, Júpiter Leonés, C.D. Onzonilla y S.D. Ponferradina "B"                                                                   | B     |
| 6   | Salamanca  | Béjar Industrial, C.D. Carbajosa de la Sagrada, Ciudad Rodrigo C.F., C.D. Hergar Helmántica, C.D. Peñaranda y U.D. Santa Marta       | B     |
| 5   | Valladolid | C.D. Betis C.F., C.D. La Cistérniga, C.D. Mojados, C.D. Universidad de Valladolid y C.D. Villa de Simancas                           | B     |
| 3   | Zamora     | U.D. Toresana, C.D. Villaralbo y Zamora C.F. "B"                                                                                     | B     |

## Fase regular

### Grupo A

#### Clasificación
| Pos. | Equipo                         | Pts. | PJ | G  | E  | P  | GF | GC | Dif. |                                        |
| ---- | ------------------------------ | ---- | -- | -- | -- | -- | -- | -- | ---- | -------------------------------------- |
| 1    | C.F. Briviesca (A, C)          | 79   | 34 | 25 | 4  | 5  | 78 | 30 | +48  | Ascenso a Tercera División             |
| 2    | C.D. La Granja (A)             | 78   | 34 | 24 | 6  | 4  | 87 | 30 | +57  | Ascenso a Tercera División             |
| 3    | Unami C.P.                     | 76   | 34 | 24 | 4  | 6  | 78 | 27 | +51  |                                        |
| 4    | C.D. Colegios Diocesanos       | 65   | 34 | 20 | 5  | 9  | 83 | 37 | +46  |                                        |
| 5    | C.D. Mirandés "B"              | 61   | 34 | 18 | 7  | 9  | 66 | 37 | +29  |                                        |
| 6    | Racing Lermeño C.F.            | 55   | 34 | 16 | 7  | 11 | 52 | 43 | +9   |                                        |
| 7    | Villarcayo Nela C.F.           | 53   | 34 | 15 | 8  | 11 | 44 | 39 | +5   |                                        |
| 8    | C.D. Villamuriel               | 47   | 34 | 11 | 14 | 9  | 51 | 42 | +9   |                                        |
| 9    | C.D. Tardelcuende              | 46   | 34 | 14 | 4  | 16 | 44 | 70 | −26  |                                        |
| 10   | C.D. Castilla Palencia         | 46   | 34 | 14 | 4  | 16 | 50 | 58 | −8   |                                        |
| 11   | C.D. Palencia Balompié         | 44   | 34 | 13 | 8  | 13 | 54 | 57 | −3   | Descenso a Primera División Provincial |
| 12   | C.D. El Espinar-San Rafael     | 38   | 34 | 11 | 5  | 18 | 41 | 70 | −29  |                                        |
| 13   | C.D.R. Atlético Palencia 1929  | 36   | 34 | 9  | 9  | 16 | 27 | 45 | −18  | Descenso a Primera División Provincial |
| 14   | C.D. Universidad de Burgos (D) | 35   | 34 | 7  | 14 | 13 | 42 | 57 | −15  | Descenso a Primera División Provincial |
| 15   | C.D. Raudense (D)              | 28   | 34 | 8  | 4  | 22 | 43 | 74 | −31  | Descenso a Primera División Provincial |
| 16   | C.D.F. Carejas Paredes (D)     | 25   | 34 | 6  | 7  | 21 | 24 | 56 | −32  | Descenso a Primera División Provincial |
| 17   | Norma San Leonardo C.F. (D)    | 23   | 34 | 6  | 5  | 23 | 38 | 72 | −34  | Descenso a Primera División Provincial |
| 18   | C.P. Salas (D)                 | 19   | 34 | 4  | 7  | 23 | 32 | 90 | −58  | Descenso a Primera División Provincial |

Actualizado a los partidos jugados el 19 de mayo de 2018.
 Fuente: Resultados Fútbol
Criterios de clasificación: Puntos · Enfrentamientos directos · Diferencia de goles · Goles a favor.
Notas:
1. ↑  El C.D. La Granja ascendió a Tercera División de España como el segundo de grupo con mejor promedio de puntos por partido.
2. ↑  El C.D. Palencia Balompié fue descendido de forma administrativa por incumplimiento de compromisos económicos y readmitido en la categoría tras aceptarse un recurso presentado ante el Tribunal de Deportes de Castilla y León y después de haberse disputado 16 jornadas en la competición.[3]
El C.D. Palencia Balompié fue sancionado con una reducción de 3 puntos en la clasificación por alineación indebida en el encuentro de la jornada 3 C.D. Palencia Balompié - Norma San Leonardo C.F..
3. ↑  Plaza de descenso establecida por el descenso desde la Tercera División del Real Burgos CF y revocada por el ascenso a Tercera División del C.D. La Granja.
4. ↑  Plaza de descenso establecida por el descenso desde la Tercera División del C.D. Becerril y revocada por el descenso administrativo del C.D. Palencia Balompié.
5. ↑  Plaza de descenso establecida por el descenso desde la Tercera División del C.D. San José.

#### Resultados
| Local \ Visitante             | ATP | BRI | CAR | CAS | COL | ESP | LGR | MIRb | NSL | PAB | RAU | RLR | SAL | TAR | UBU | UNA | VLM | VNL |
| ----------------------------- | --- | --- | --- | --- | --- | --- | --- | ---- | --- | --- | --- | --- | --- | --- | --- | --- | --- | --- |
| C.D.R. Atlético Palencia 1929 | —   | 1–2 | 0–0 | 3–3 | 1–3 | 2–1 | 0–2 | 1–1  | 1–1 | 0–2 | 1–0 | 2–4 | 0–0 | 1–0 | 0–0 | 0–1 | 2–1 | 2–0 |
| C.F. Briviesca                | 1–0 | —   | 4–1 | 2–0 | 1–1 | 6–0 | 2–1 | 2–0  | 3–0 | 2–1 | 4–0 | 1–0 | 2–0 | 3–0 | 2–1 | 2–4 | 2–1 | 1–1 |
| C.D.F. Carejas Paredes        | 0–1 | 1–5 | —   | 0–1 | 1–1 | 1–0 | 1–1 | 0–1  | 2–0 | 0–2 | 0–0 | 1–1 | 2–2 | 0–0 | 0–3 | 0–3 | 2–1 | 4–0 |
| C.D. Castilla Palencia        | 0–1 | 0–3 | 2–1 | —   | 0–3 | 1–2 | 3–1 | 0–2  | 5–1 | 1–0 | 2–1 | 3–0 | 3–2 | 1–2 | 3–0 | 1–2 | 0–0 | 0–0 |
| C.D. Colegios Diocesanos      | 1–1 | 5–0 | 4–1 | 6–3 | —   | 4–1 | 1–2 | 1–2  | 2–1 | 7–0 | 2–1 | 3–1 | 5–1 | 4–1 | 4–1 | 0–1 | 5–1 | 1–0 |
| C.D. El Espinar-San Rafael    | 0–2 | 0–3 | 2–0 | 1–3 | 1–1 | —   | 1–5 | 5–8  | 2–0 | 0–1 | 2–0 | 3–1 | 2–2 | 1–0 | 2–1 | 0–5 | 0–0 | 2–0 |
| C.D. La Granja                | 3–0 | 1–0 | 2–0 | 5–0 | 1–0 | 1–2 | —   | 2–1  | 4–1 | 4–1 | 4–1 | 1–1 | 5–0 | 9–1 | 4–1 | 4–2 | 2–2 | 1–0 |
| C.D. Mirandés "B"             | 2–0 | 0–3 | 4–0 | 0–1 | 1–2 | 5–0 | 2–2 | —    | 3–2 | 2–3 | 2–1 | 2–1 | 2–1 | 7–1 | 3–0 | 1–2 | 0–0 | 2–2 |
| Norma San Leonardo C.F.       | 0–0 | 2–4 | 1–0 | 0–3 | 0–1 | 2–3 | 2–3 | 0–3  | —   | 1–0 | 2–5 | 1–1 | 5–0 | 1–2 | 3–5 | 1–0 | 1–1 | 2–1 |
| C.D. Palencia Balompié        | 1–1 | 1–0 | 2–1 | 2–2 | 3–2 | 4–3 | 1–2 | 0–3  | 0–3 | —   | 4–0 | 0–1 | 5–0 | 3–0 | 0–0 | 0–2 | 3–3 | 0–2 |
| C.D. Raudense                 | 3–0 | 1–1 | 1–2 | 5–1 | 0–3 | 2–0 | 1–2 | 0–2  | 2–2 | 4–3 | —   | 1–2 | 3–0 | 3–1 | 0–0 | 1–3 | 3–6 | 0–3 |
| Racing Lermeño C.F.           | 2–0 | 1–4 | 2–0 | 2–0 | 1–0 | 3–2 | 0–3 | 2–0  | 1–0 | 0–0 | 5–1 | —   | 4–2 | 5–0 | 2–3 | 1–1 | 0–2 | 3–0 |
| C.P. Salas                    | 0–2 | 1–1 | 1–2 | 1–0 | 2–1 | 1–3 | 0–3 | 0–3  | 3–2 | 1–1 | 2–3 | 0–1 | —   | 3–0 | 1–1 | 0–1 | 1–1 | 1–2 |
| C.D. Tardelcuende             | 2–1 | 2–1 | 1–0 | 2–1 | 1–3 | 1–1 | 1–1 | 1–2  | 2–1 | 2–3 | 1–0 | 0–2 | 4–0 | —   | 2–1 | 2–1 | 2–1 | 2–2 |
| C.D. Universidad de Burgos    | 1–1 | 1–4 | 2–0 | 3–1 | 1–1 | 0–0 | 0–4 | 1–1  | 1–0 | 2–3 | 5–0 | 2–2 | 2–2 | 1–3 | —   | 1–1 | 0–0 | 0–0 |
| Unami C.P.                    | 4–0 | 0–1 | 3–1 | 2–3 | 3–0 | 3–0 | 1–0 | 1–1  | 4–0 | 2–2 | 3–0 | 2–0 | 6–0 | 3–1 | 4–0 | —   | 4–0 | 1–0 |
| C.D. Villamuriel              | 1–0 | 1–3 | 2–0 | 1–2 | 2–1 | 3–1 | 0–0 | 1–1  | 2–0 | 1–1 | 2–0 | 3–0 | 5–0 | 3–1 | 1–1 | 1–2 | —   | 1–1 |
| Villarcayo Nela C.F.          | 1–0 | 1–3 | 1–0 | 1–0 | 2–1 | 2–1 | 1–2 | 2–0  | 3–0 | 3–2 | 2–0 | 0–0 | 3–1 | 1–3 | 3–1 | 3–1 | 1–1 | —   |

1. ↑  El partido C.D. Palencia Balompié "B"-Norma San Leonardo C.F., finalizado con 2-0 fue resuelto administrativamente con resultado de 0-3 por alineación indebida del conjunto local.

#### Máximos goleadores
| Pos. | Jugador            | Equipo                   | Goles | Partidos |
| ---- | ------------------ | ------------------------ | ----- | -------- |
| 1º   | Daniel Lázaro      | C.D. La Granja           | 33    | 34       |
| 2º   | Daniel Abad        | Unami C.P.               | 20    | 31       |
| 3º   | Juan Pablo Sagredo | C.F. Briviesca           | 19    | 33       |
| 4º   | Vicente Caballero  | C.D. Colegios Diocesanos | 17    | 28       |
| 4º   | Aitor Zunzunegui   | C.D. Mirandés "B"        | 29    |          |
| 5º   | Diego Torres       | C.D. Palencia Balompié   | 16    | 33       |
| 6º   | Juan Carlos Arce   | C.F. Briviesca           | 15    | 32       |
| 6º   | Enrique González   | C.D. Colegios Diocesanos | 15    | 31       |
| 7º   | Héctor Álvarez     | C.D. La Granja           | 14    | 33       |
| 7º   | Guillermo Pérez    | C.D. Tardelcuende        | 14    | 30       |

### Grupo B

#### Clasificación
| Pos. | Equipo                           | Pts. | PJ | G  | E | P  | GF | GC  | Dif. |                                        |
| ---- | -------------------------------- | ---- | -- | -- | - | -- | -- | --- | ---- | -------------------------------------- |
| 1    | Júpiter Leonés (A, C)            | 80   | 34 | 25 | 5 | 4  | 98 | 23  | +75  | Ascenso a Tercera División             |
| 2    | U.D. Santa Marta (A)             | 73   | 34 | 23 | 4 | 7  | 80 | 37  | +43  | Ascenso a Tercera División             |
| 3    | C.D. Villaralbo                  | 71   | 34 | 22 | 5 | 7  | 76 | 24  | +52  |                                        |
| 4    | C.D. Villa de Simancas           | 63   | 34 | 20 | 3 | 11 | 78 | 44  | +34  |                                        |
| 5    | S.D. Ponferradina "B"            | 62   | 34 | 19 | 5 | 10 | 61 | 33  | +28  |                                        |
| 6    | Ciudad Rodrigo C.F.              | 60   | 34 | 17 | 9 | 8  | 60 | 40  | +20  |                                        |
| 7    | C.D. Peñaranda                   | 60   | 34 | 17 | 9 | 8  | 65 | 46  | +19  |                                        |
| 8    | C.D. Hergar Helmántica           | 50   | 34 | 15 | 5 | 14 | 66 | 62  | +4   |                                        |
| 9    | C.D. Onzonilla                   | 49   | 34 | 15 | 7 | 12 | 63 | 51  | +12  |                                        |
| 10   | C.D. Mojados                     | 49   | 34 | 14 | 7 | 13 | 58 | 56  | +2   |                                        |
| 11   | C.D. Universidad de Valladolid   | 45   | 34 | 13 | 6 | 15 | 58 | 60  | −2   |                                        |
| 12   | Béjar Industrial                 | 40   | 34 | 11 | 7 | 16 | 58 | 59  | −1   |                                        |
| 13   | La Cistérniga C.F.               | 40   | 34 | 11 | 7 | 16 | 48 | 57  | −9   |                                        |
| 14   | Betis C.F.                       | 37   | 34 | 10 | 7 | 17 | 61 | 80  | −19  |                                        |
| 15   | C.D. Ejido                       | 33   | 34 | 8  | 9 | 17 | 56 | 65  | −9   |                                        |
| 16   | C.D. Carbajosa de la Sagrada (D) | 28   | 34 | 7  | 7 | 20 | 30 | 90  | −60  | Descenso a Primera División Provincial |
| 17   | U.D. Toresana (D)                | 18   | 34 | 5  | 3 | 26 | 33 | 110 | −77  | Descenso a Primera División Provincial |
| 18   | Zamora C.F. "B" (D)              | 3    | 34 | 0  | 3 | 31 | 22 | 134 | −112 | Descenso a Primera División Provincial |

Actualizado a los partidos jugados el 20 de mayo de 2018.
 Fuente: Resultados Fútbol
Criterios de clasificación: Puntos · Enfrentamientos directos · Diferencia de goles · Goles a favor.
Notas:
1. ↑  Plaza de ascenso establecida por la vacante producida por el ascenso a Segunda División B de Salamanca C.F. UDS.
2. ↑  El C.D. Onzonilla fue sancionado con una reducción de 3 puntos en la clasificación por alineación indebida en el encuentro de la jornada 33 C.D. Onzonilla - C.D. Ejido.

#### Resultados
| Local \ Visitante              | BEJ | BET | CAR | CRD | EJI | HER | JUP | LCS | MOJ | ONZ | PEÑ | PONb | STM | TOR  | UVA | VLB | VSM | ZAMb |
| ------------------------------ | --- | --- | --- | --- | --- | --- | --- | --- | --- | --- | --- | ---- | --- | ---- | --- | --- | --- | ---- |
| Béjar Industrial               | —   | 5–1 | 5–0 | 1–2 | 3–3 | 3–1 | 1–0 | 1–0 | 2–2 | 1–4 | 1–2 | 2–3  | 2–5 | 4–0  | 2–1 | 1–4 | 0–1 | 7–0  |
| Betis C.F.                     | 1–1 | —   | 4–1 | 4–2 | 4–3 | 1–1 | 1–5 | 1–1 | 4–7 | 4–2 | 2–2 | 1–4  | 1–2 | 4–1  | 2–1 | 1–2 | 2–3 | 4–0  |
| C.D. Carbajosa de la Sagrada   | 2–1 | 0–0 | —   | 1–0 | 1–2 | 1–1 | 0–5 | 1–1 | 0–2 | 1–1 | 2–4 | 1–0  | 1–6 | 2–0  | 3–1 | 0–3 | 0–0 | 2–0  |
| Ciudad Rodrigo C.F.            | 1–1 | 3–2 | 3–1 | —   | 2–0 | 0–1 | 0–0 | 2–1 | 1–1 | 2–1 | 4–1 | 3–1  | 5–1 | 4–1  | 0–0 | 0–3 | 1–0 | 2–0  |
| C.D. Ejido                     | 0–0 | 5–0 | 0–0 | 1–1 | —   | 0–1 | 2–5 | 0–1 | 1–2 | 1–3 | 2–2 | 2–1  | 1–3 | 4–1  | 1–1 | 1–3 | 1–1 | 6–0  |
| C.D. Hergar Helmántica         | 4–3 | 3–2 | 6–0 | 5–3 | 3–2 | —   | 2–3 | 2–3 | 0–1 | 1–1 | 2–3 | 2–3  | 1–2 | 2–1  | 0–4 | 0–2 | 3–1 | 3–0  |
| Júpiter Leonés                 | 3–1 | 7–1 | 5–0 | 2–2 | 2–0 | 2–2 | —   | 3–0 | 1–0 | 3–1 | 0–2 | 1–0  | 3–1 | 10–0 | 2–0 | 2–2 | 3–0 | 5–1  |
| La Cistérniga C.F.             | 2–1 | 1–4 | 6–1 | 1–2 | 2–4 | 0–2 | 0–0 | —   | 2–0 | 2–2 | 1–2 | 1–1  | 0–2 | 1–1  | 2–0 | 2–0 | 2–4 | 3–2  |
| C.D. Mojados                   | 1–1 | 2–2 | 1–1 | 3–1 | 5–2 | 3–0 | 0–2 | 1–0 | —   | 2–3 | 0–0 | 3–1  | 0–1 | 1–0  | 2–4 | 1–1 | 3–2 | 2–1  |
| C.D. Onzonilla                 | 1–0 | 1–0 | 4–0 | 1–2 | 0–3 | 3–3 | 0–3 | 2–0 | 4–1 | —   | 2–2 | 1–2  | 0–1 | 5–1  | 3–1 | 2–1 | 0–2 | 1–1  |
| C.D. Peñaranda                 | 0–1 | 2–1 | 5–0 | 1–1 | 2–2 | 1–2 | 1–0 | 5–2 | 1–0 | 1–0 | —   | 2–0  | 1–1 | 0–1  | 5–0 | 2–0 | 2–0 | 5–0  |
| S.D. Ponferradina "B"          | 2–0 | 1–1 | 3–0 | 1–3 | 2–1 | 2–0 | 1–0 | 3–0 | 3–2 | 1–1 | 4–0 | —    | 0–0 | 7–1  | 0–1 | 0–1 | 3–0 | 6–0  |
| U.D. Santa Marta               | 1–0 | 5–0 | 4–2 | 0–0 | 2–1 | 2–0 | 1–5 | 4–1 | 6–0 | 0–1 | 4–1 | 0–1  | —   | 2–1  | 4–0 | 1–1 | 3–1 | 5–1  |
| U.D. Toresana                  | 4–1 | 1–2 | 2–1 | 0–3 | 4–0 | 0–3 | 0–2 | 0–4 | 0–4 | 1–3 | 2–2 | 1–2  | 0–4 | —    | 3–9 | 0–3 | 0–7 | 4–0  |
| C.D. Universidad de Valladolid | 1–2 | 3–1 | 5–0 | 0–0 | 2–1 | 2–1 | 0–1 | 0–2 | 4–2 | 3–1 | 2–2 | 1–1  | 0–1 | 4–0  | —   | 1–1 | 0–4 | 4–2  |
| C.D. Villaralbo                | 1–3 | 1–0 | 5–0 | 3–0 | 4–1 | 7–0 | 0–1 | 1–1 | 3–0 | 2–0 | 4–0 | 1–0  | 2–0 | 3–0  | 3–0 | —   | 1–2 | 2–0  |
| C.D. Villa de Simancas         | 5–0 | 2–1 | 4–0 | 2–0 | 1–1 | 1–2 | 0–3 | 3–0 | 2–1 | 2–4 | 1–0 | 0–1  | 3–2 | 2–1  | 6–0 | 2–0 | —   | 8–0  |
| Zamora C.F. "B"                | 1–1 | 0–2 | 1–5 | 0–5 | 1–2 | 0–7 | 1–6 | 0–3 | 0–3 | 1–5 | 2–4 | 0–1  | 1–4 | 2–2  | 0–3 | 0–6 | 2–6 | —    |

1. ↑  El partido C.D. Onzonilla-C.D. Ejido, que terminó con resultado de 3-2 fue resuelto administrativamente con resultado de 0-3 por alineación indebida del conjunto local.

#### Máximos goleadores
| Pos. | Jugador             | Equipo                 | Goles | Partidos |
| ---- | ------------------- | ---------------------- | ----- | -------- |
| 1º   | Juan Fraile         | Júpiter Leonés         | 27    | 32       |
| 2º   | Alejandro Altube    | Júpiter Leonés         | 25    | 32       |
| 3º   | Saúl García         | C.D. Villa de Simancas | 22    | 31       |
| 4º   | Ángel de la Iglesia | U.D. Santa Marta       | 19    | 27       |
| 4º   | Diego Santín        | S.D. Ponferradina "B"  | 19    | 30       |
| 5º   | Alberto Temprano    | U.D. Toresana          | 18    | 32       |
| 5º   | Pedro Motta         | C.D. Onzonilla         | 18    | 31       |
| 6º   | Alberto Martín      | Ciudad Rodrigo C.F.    | 17    | 32       |

## Ascendidos a Tercera División
| Bandera de Castilla y León | Bandera de Castilla y León | Bandera de Castilla y León | Bandera de Castilla y León |
| C.F. Briviesca             | Júpiter Leonés             | C.D. La Granja             | U.D. Santa Marta           |
| 1.° Grupo A                | 1.° Grupo B                | 2.° Grupo A                | 2.° Grupo B                |